# Apostolisch vicariaat San Andrés y Providencia
Het apostolisch vicariaat San Andrés y Providencia (Latijn: Vicariatus Apostolicus Sancti Andreae et Providentiae) is een rooms-katholiek apostolisch vicariaat met als zetel San Andrés, hoofdstad van het eiland-departement San Andrés en Providencia in Colombia. Het apostolisch vicariaat is vrijgesteld en valt als immediatum direct onder de Heilige Stoel, zonder te behoren tot een kerkprovincie. 

## Geschiedenis
Het apostolisch vicariaat werd opgericht op 20 juni 1912, als de missio sui iuris San Andrés y Providencia, uit delen van het aartsbisdom Cartagena. Op 14 november 1946 werd het verheven tot apostolische prefectuur, en op 5 december 2000 tot apostolisch vicariaat. 

## Parochies
Het apostolisch vicariaat had in 2020 een oppervlakte van 52 km2 en telde 97.240 inwoners waarvan 68,4% rooms-katholiek was.

## Ordinarii

### Superiors
- James Fitzpatrick ( 1912 - augustus 1920)
- Richard Turner (augustus 1920 - 23 juli 1926)

### Prefecten
- Eugenio da Carcagente (23 juli 1926 - 8 januari 1952)
- Gaspar Pérez Pérez (9 januari 1953 - 1965)
- Alfonso Robledo de Manizales (11 januari 1966 - 1972)
- Antonio Ferrándiz Morales (24 maart 1972 - 10 november 1998)

### Apostolisch vicarissen
- Eulises González Sánchez (5 december 2000 - 16 april 2016)
- Jaime Uriel Sanabria Arias (16 april 2016 - heden)

## Galerij van afbeeldingen

Wapen van het apostolisch vicariaat San Andrés y Providencia
Kaart van de eilanden San Andrés en Providencia